# All'armi!
All'armi! (nota anche come All'armi, siam fascisti!, Inno ufficiale dei fascisti o Inno Ufficiale dei Fasci di Combattimento) è un brano musicale composto da Luigi Landi e musicato da Marco Vinicio nel 1923.
Il brano, utilizzato come inno ufficiale del partito fascista accanto alla più popolare Giovinezza, è un canto del primo periodo del fascismo, che tratta temi politici come la difesa della patria (Sempre inneggiando alla Patria nostra / noi tutti uniti difenderemo) e la lotta al bolscevismo (I bolscevichi che combattiamo / noi saprem ben far dileguare).
Una prima versione del brano venne composta nel 1921 da G. Ferretti su musiche sempre a cura di Marco Vinicio.